# 87 Pułk Artylerii Obrony Przeciwlotniczej
87 Pułk Artylerii OPL (87 pa OPL) – oddział artylerii przeciwlotniczej OPL Ludowego Wojska Polskiego.
87 Pułk Artylerii OPL został sformowany na podstawie rozkazu Nr 092/Org. Ministra Obrony Narodowej z dnia 19 sierpnia 1951 roku, w terminie do dnia 1 grudnia 1950 roku, w garnizonie Skierniewice, według etatu Nr 8/6 o stanie 1038 żołnierzy i 16 pracowników kontraktowych. Po zakończeniu formowania pułk został podporządkowany dowódcy 9 Dywizji Artylerii OPL.
Następnie jednostka została dyslokowana do garnizonu Warszawa, gdzie zajęła koszary na Służewcu. Zadaniem pułku była obrona przeciwlotnicza stolicy. Oddział był jednostką artylerii przeciwlotniczej średniego kalibru wyposażoną w 85 mm armaty przeciwlotnicze wzór 1939 (KS-12).
Wiosną 1960 roku pułk został rozformowany. Na bazie 87 i 94 pa OPL zostały utworzone cztery dywizjony ogniowe OPL (2-5) i jeden dywizjon techniczny (1).